# Desa Linggajati (administrativ by i Indonesien, lat -6,89, long 108,45)
Desa Linggajati är en administrativ by i Indonesien.   Den ligger i provinsen Jawa Barat, i den västra delen av landet, 190 km öster om huvudstaden Jakarta.